# Kanae Minato
Kanae Minato (?, 湊かなえ, Minato Kanae; Innoshima, 1973) è una scrittrice giapponese di romanzi gialli.

## Biografia
Kanae Minato è nata a Innoshima, prefettura di Hiroshima, nel 1973.
Ha esordito nella narrativa nel 2008 con il thriller Confessioni, vincitore del Japan Booksellers' Award l'anno successivo e trasposto in pellicola nel 2010.
In seguito ha pubblicato numerosi romanzi e raccolte di racconti appartenenti all' Iyamisu (un sottogenere che scava nell'animo umano attraverso l'analisi degli episodi più truculenti) ottenendo un Premio Alex nel 2015 e il Premio Shugoro Yamamoto nel 2016.

## Opere

### Romanzi
- Confessioni (Kokuhaku, 2008), Atmosphere libri, maggio 2023 traduzione di Gianluca Coci ISBN 978-88-6564-424-9.
- Shōjo (2009)
- Shokuzai (2009)
- Enu no Tame ni (2010)
- Yakō Kanransha (2010)
- Hana no Kusari (2010)
- Kyōgū (2011)
- Shirayukihime Satsujin Jiken (2012)
- Bosei (2012)
- Kōkō Nyūshi (2013)
- Mame no Ue de Nemuru (2014)
- Yama Onna Nikki (2014)
- Monogatari no Owari (2014)
- Zesshō (2015)
- Ribāsu (2015)
- Yūtopia (2016)

### Raccolte di racconti
- Ōfuku Shokan (2010)
- Safaia (2012)
- Bōkyō (2013)
- Veleno titolo giapponese: ポイズンドーター・ホーリーマザー (Poison Daughter, Holy Mother), 2022 Atmosphere libri, traduzione di Eleonora Ala

## Adattamenti

### Cinema
- Confessions (Kokuhaku), regia di Tetsuya Nakashima
- Kita no kanaria-tachi, regia di Junji Sakamoto (2012)
- The Snow White Murder Case (Shirayuki hime Satsujin Jiken), regia di Yoshihiro Nakamura (2014)
- Night's Tightrope (Shōjo), regia di Yukiko Mishima (2016)
- Bôkyô, regia di Takeo Kikuchi (2017)

### Televisione
- Kyōgū (2011)
- Penance (Shokuzai) (2012)
- Kōkō Nyūshi (2012)
- Yakō Kanransha (2013)
- Hana no Kusari (2013)
- N no Tame ni (2014)
- Reverse (2017)
- Poison Daughter, Holy Mother (2019)

## Premi e riconoscimenti
- Japan Booksellers' Award: 2009 prima classificata con Confessione
- Premio Alex: 2015 vincitrice con Confessione
- Mystery Writers of Japan Award: 2012 vincitrice nella categoria Racconto con Bokyo, Umi no Hoshi
- Premio Shugoro Yamamoto: 2016 vincitrice con Yūtopia